# THV-Pokal (Frauen)
Der THV-Pokal wird jährlich vom Thüringer Handballverband (THV) veranstaltet.

## Modus
Neben dem laufenden Spielbetrieb in den Handball-Ligen wird der Pokalwettbewerb im Ausscheidungsverfahren bestritten. Es nehmen alle Mannschaften der aktuellen Saison teil, die sich freiwillig gemeldet haben.
Der THV-Pokal wird in insgesamt vier aufeinander folgenden K.o.-Runden mit dem Endspiel als letzte Runde ausgetragen. In der ersten Runde treten die freiwillig gemeldeten Mannschaften gegeneinander an. In der zweiten Runde steigen die Mannschaften der Mitteldeutschen Oberliga, ab dem Halbfinale Vertreter der 3. Liga ein.

## THV-Pokalsieger
| Jahr | Verein              |
| ---- | ------------------- |
| 2022 | nicht ausgespielt   |
| 2021 | nicht ausgespielt   |
| 2020 | nicht ausgespielt   |
| 2019 | Thüringer HC II     |
| 2018 | Thüringer HC II     |
| 2017 | Thüringer HC II     |
| 2016 | Thüringer HC II     |
| 2015 | Thüringer HC II     |
| 2014 | SV Aufbau Altenburg |
| 2013 | SV Aufbau Altenburg |
| 2012 | SV Aufbau Altenburg |
| 2011 | Thüringer HC II     |

## Pokal 2022/23
Der Pokalspielbetrieb wurde im Dezember 2022 ausgeschrieben. Er erfolgt in dieser Spielzeit auf freiwilliger Basis.

### Teilnehmende Mannschaften
| 3. Liga (III)     | Mitteldeutsche Oberliga (IV)                       | Thüringenliga (V)                                                     | Landesliga (VI)                                                                   |             |
| ab 1. Runde       | ab 1. Runde                                        | ab 1. Runde                                                           | ab 1. Runde                                                                       | ab 1. Runde |
| ----------------- | -------------------------------------------------- | --------------------------------------------------------------------- | --------------------------------------------------------------------------------- | ----------- |
| - Thüringer HC II | - SG Apolda/Großschwabhausen - SV Aufbau Altenburg | - HSG Werratal 05 - Arnstädter HC - HSG Saalfeld/Könitz - HBV Jena 90 | - SV Glückauf Bleicherode - SV T&C Behringen/Sonneborn - HSG Erbstromtal-Eisenach |             |

#### 1. Runde
| Datum, Uhrzeit       | Heimmannschaft                |   | Gastmannschaft               | Ergebnis     |
| -------------------- | ----------------------------- | - | ---------------------------- | ------------ |
| 28. Jan. 2023, 16:15 | HSG Saalfeld/Könitz (V)       | – | HBV Jena 90 (V)              | 21:30 (9:16) |
| 4. März 2023, 12:00  | HSG Erbstromtal-Eisenach (VI) | – | SV Glückauf Bleicherode (VI) | 17:27 (9:13) |

Freilose:
- SG Apolda/Großschwabhausen
- Thüringer HC II
- SV Aufbau Altenburg
- HSG Werratal 05
- SV T&C Behringen/Sonneborn
- Arnstädter HC

#### Viertelfinale
| Datum, Uhrzeit       | Heimmannschaft                  |   | Gastmannschaft                  | Ergebnis      |
| -------------------- | ------------------------------- | - | ------------------------------- | ------------- |
| 4. März 2023, 19:00  | HBV Jena 90 (V)                 | – | SV Aufbau Altenburg (IV)        | 28:29 (13:14) |
| 12. März 2023, 14:00 | SV T&C Behringen/Sonneborn (VI) | – | HSG Werratal 05 (V)             | 21:22 (10:10) |
| 12. März 2023, 16:00 | Arnstädter HC (V)               | – | Thüringer HC II (III)           | 20:33 (6:19)  |
| 22. Apr. 2023, 15:00 | SV Glückauf Bleicherode (VI)    | – | SG Apolda/Großschwabhausen (IV) | 00:00 (00:00) |

#### Halbfinale
| Datum, Uhrzeit       | Heimmannschaft           |   | Gastmannschaft                                                    | Ergebnis      |
| -------------------- | ------------------------ | - | ----------------------------------------------------------------- | ------------- |
| 29. Apr. 2023, 20:00 | SV Aufbau Altenburg (IV) | – | Thüringer HC II (III)                                             | 00:00 (00:00) |
| 29. Apr. 2023, 00:00 | HSG Werratal 05 (V)      | – | Sieger Spiel: SV Glückauf Bleicherode (VI) – HSV Apolda 1990 (IV) | 00:00 (00:00) |

## Statistiken 2019/20
Der Spielbetrieb wurde am 12. März 2020 bis mindestens zum 19. April 2020 auf Grund der COVID-19-Pandemie ausgesetzt. Am 21. April 2020 wurde durch das Präsidium des THV der Abbruch der THV-Meisterschaften in allen Ligen beschlossen. Somit ist kein Pokalsieger 2019/20 ermittelt worden. Der Pokalwettbewerb 2019/20 bleibt bestehen und wird in der laufenden Saison 2020/21 fortgesetzt.

### Teilnehmende Mannschaften
| 3. Liga (III)         | Mitteldeutsche Oberliga (IV) | Thüringenliga (V)                                                                            | Verbandsliga (VI)                                                               |
| ab Halbfinale         | ab Achtelfinale              | ab Achtelfinale                                                                              | ab Achtelfinale                                                                 |
| --------------------- | ---------------------------- | -------------------------------------------------------------------------------------------- | ------------------------------------------------------------------------------- |
| - Thüringer HC II (P) | - SG Apolda/Großschwabhausen | - SV Town&Country Behringen/Sonneborn - HBV Jena 90 - ESV Lok Meiningen - 1. SSV Saalfeld 92 | - SV Blau-Weiß Auma - SV Glückauf Bleicherode - HV Merkers - TSV Stadtroda 1890 |

### Achtelfinale
| Datum, Uhrzeit       | Heimmannschaft               |   | Gastmannschaft                          | Ergebnis     |
| -------------------- | ---------------------------- | - | --------------------------------------- | ------------ |
| 25. Aug. 2019, 15:00 | SV Glückauf Bleicherode (VI) | – | SG Apolda/Großschwabhausen (IV)         | 7:12 (2:4)   |
| 23. Nov. 2019, 15:00 | TSV Stadtroda 1890 (VI)      | – | 1. SSV Saalfeld 92 (V)                  | 16:35 (5:16) |
| 23. Nov. 2019, 20:00 | HBV Jena 90 (V)              | – | SV Town&Country Behringen/Sonneborn (V) | 2:0 WG       |

Freilose:
- SV Blau-Weiß Auma
- ESV Lok Meiningen
- HV Merkers

### Viertelfinale
| Datum, Uhrzeit      | Heimmannschaft         |   | Gastmannschaft                  | Ergebnis      |
| ------------------- | ---------------------- | - | ------------------------------- | ------------- |
| 4. Jan. 2020, 16:30 | 1. SSV Saalfeld 92 (V) | – | HBV Jena 90 (V)                 | 26:25 (13:15) |
| 4. Jan. 2020, 16:30 | HV Merkers (VI)        | – | SG Apolda/Großschwabhausen (IV) | 20:28 (9:16)  |
|                     | SV Blau-Weiß Auma (VI) | – | ESV Lok Meiningen (V)           | 0:2 WH        |

### Halbfinale
| Datum, Uhrzeit       | Heimmannschaft                  |   | Gastmannschaft        | Ergebnis      |
| -------------------- | ------------------------------- | - | --------------------- | ------------- |
| 21. Feb. 2020, 20:00 | SG Apolda/Großschwabhausen (IV) | – | Thüringer HC II (III) | 29:33 (14:13) |
| 14. März 2020, 15:00 | 1. SSV Saalfeld 92 (V)          | – | ESV Lok Meiningen (V) |               |

## Statistiken 2018/19

### Teilnehmende Mannschaften
| 3. Liga (III)         | Mitteldeutsche Oberliga (IV) | Thüringenliga (V)                                                                 | Landesliga (VI)                                                                                            | Verbandsliga (VII)                  |
| ab Halbfinale         | ab Viertelfinale             | ab Achtelfinale                                                                   | ab Achtelfinale                                                                                            | ab Achtelfinale                     |
| --------------------- | ---------------------------- | --------------------------------------------------------------------------------- | --- | ----------------------------------- |
| - Thüringer HC II (P) | - HSV 1990 Apolda            | - TSV Motor Gispersleben - SV Aufbau Altenburg - HBV Jena 90 - 1. SSV Saalfeld 92 | - HV Hermsdorf - SG Schnellmannshausen - SV Fortuna Großschwabhausen - SV Town&Country Behringen/Sonneborn | - SV Blau-Weiß Auma - TSV Stadtroda |

### Achtelfinale
Die Partien des Achtelfinals wurden am 10. und 11. November 2018 ausgetragen. Die Auslosung der Partien fand am 10. Oktober 2018 statt. Die Ligen der Teams entsprechen der Saison 2018/19. Folgende Mannschaften waren qualifiziert:
| Datum, Uhrzeit       | Heimmannschaft                           |   | Gastmannschaft                   | Ergebnis      |
| -------------------- | ---------------------------------------- | - | -------------------------------- | ------------- |
| 10. Nov. 2018, 15:00 | HV Hermsdorf (VI)                        | – | TSV Motor Gispersleben (V)       | 18:29 (13:11) |
| 10. Nov. 2018, 15:30 | SG Schnellmannshausen (VI)               | – | SV Fortuna Großschwabhausen (VI) | 21:19 (13:7)  |
| 11. Nov. 2018, 14:00 | SV Blau-Weiß Auma (VII)                  | – | SV Aufbau Altenburg (V)          | 12:56 (5:25)  |
| 11. Nov. 2018, 15:00 | TSV Stadtroda (VII)                      | – | HBV Jena 90 (V)                  | 9:37 (4:13)   |
| 11. Nov. 2018, 15:30 | SV Town&Country Behringen/Sonneborn (VI) | – | 1. SSV Saalfeld 92 (V)           | 0:2 WH        |

### Viertelfinale
Die Partien des Viertelfinales wurden am 22. Dezember 2018 ausgetragen. Die Auslosung der Partien fand am 13. November 2018 statt. Die Mannschaft des Thüringer HC II hatte ein Freilos. Folgende Mannschaften waren qualifiziert:
| Datum, Uhrzeit       | Heimmannschaft             |   | Gastmannschaft         | Ergebnis      |
| -------------------- | -------------------------- | - | ---------------------- | ------------- |
| 22. Dez. 2018, 15:00 | TSV Motor Gispersleben (V) | – | HBV Jena 90 (V)        | 19:36 (11:19) |
| 22. Dez. 2018, 15:00 | SV Aufbau Altenburg (V)    | – | HSV Apolda 1990 (IV)   | 29:25 (13:11) |
| 22. Dez. 2018, 15:30 | SG Schnellmannshausen (VI) | – | 1. SSV Saalfeld 92 (V) | 16:44 (8:22)  |

### Halbfinale
Die Partien des Halbfinales wurden am 16. Februar 2019 sowie am 29. März 2019 ausgetragen. Die Auslosung der Partien fand am 13. Januar 2019 statt. Folgende Mannschaften waren qualifiziert:
| Datum, Uhrzeit       | Heimmannschaft          |   | Gastmannschaft        | Ergebnis      |
| -------------------- | ----------------------- | - | --------------------- | ------------- |
| 16. Feb. 2019, 16:00 | 1. SSV Saalfeld 92 (V)  | – | HBV Jena 90 (V)       | 16:17 (5:10)  |
| 29. März 2019, 19:00 | SV Aufbau Altenburg (V) | – | Thüringer HC II (III) | 25:30 (12:15) |

### Finale
| Datum, Uhrzeit      | Heimmannschaft  |   | Gastmannschaft        | Ergebnis     |
| ------------------- | --------------- | - | --------------------- | ------------ |
| 26. Mai 2019, 16:00 | HBV Jena 90 (V) | – | Thüringer HC II (III) | 13:23 (6:12) |

## Rekordsieger
| Verein              | Anzahl | Jahr(e)                            |
| ------------------- | ------ | ---------------------------------- |
| Thüringer HC II     | 6      | 2019, 2018, 2017, 2016, 2015, 2011 |
| SV Aufbau Altenburg | 3      | 2014, 2013, 2012                   |